# Hrabia cesarstwa
Hrabia cesarstwa lub hrabia S. R. I. (łac. comes sacri Romani Imperii, niem. Reichsgraf, fr. comte d’Empire) – tytuł feudalny lub arystokratyczny nadawany przez władcę cesarstwa.

## Święte Cesarstwo Rzymskie
Do 1804 było w Europie łacińskiej tylko jedno cesarstwo: Święte Cesarstwo Rzymskie (inna spotykana nazwa „Święta Rzesza Rzymska”), którego władca cesarz rzymski nadawał tytuły arystokratyczne książąt, hrabiów, baronów, rycerzy odpowiednio: Reichsfürst, Reichsgraf, Reichsfreiherr, Reichsritter. W przypadku rycerzy miało to oznaczać, że są jako osoby (niem. Personalisten) bezpośrednio podlegli cesarzowi, a nie lokalnym udzielnym władcom. Terytorialnym hrabiom cesarstwa, będącym bezpośrednimi lennikami cesarstwa, przysługiwał tytuł i uprawnienia księcia cesarstwa (księcia Rzeszy), w szczególności suwerenna władza zwierzchnia na terenie swoich lenn a także udział w Sejmie Rzeszy. Hrabiowie zasiadali w nim podzieleni na regionalne grupy - kolegia (Szwabii, Wetterau, Frankonii i Westfalii), a każde z tych kolegiów dysponowało jednym głosem (niem. Kurialstimme). Pełnoprawni książęta Rzeszy dysponowali każdy jednym głosem (niem. Virilstimme). Cesarz mógł podnieść terytorium hrabiego lub innego pana Rzeszy (burgrabiego, pana (niem. Herr)) do godności książęcej i wówczas feudał taki awansował do rangi wirylistów. Tak było np. z hrabiami Hennebergu, landgrafami Leuchtenbergu, hrabiami Gorycji i Gradiski (książętami Eggenberg) czy burgrabiami Norymbergii (hrabiami Hohenzollern i późniejszymi margrabiami Brandenburgii).
Tytuł Reichsgraf nadawany był też rodom i indywidualnym osobom wedle swobodnego uznania przez cesarza. Tytuł ten otrzymały m.in. rodziny: Tarnowscy herbu Leliwa, Dönhoff, Zamoyscy herbu Jelita.
Obecnie te cesarskie tytuły z przedrostkiem Reichs- są bardzo cenione jako starsze od tych nadawanych przez królów pruskich od 1701, czy władców 38 państw niemieckich w okresie 1815–1918.

## Cesarstwo Francuskie
Tytuł był nadawany również jako comte d’Empire przez Napoleona Bonaparte, cesarza Francuzów. Od 1808 do 1814, nadano 388 tytułów, m.in. ministrom, senatorom, członkom Rady Stanu, a także mniej ważnym generałom.